# تشارلز إيفانز
تشارلز إيفانز (بالإنجليزية: Charles Evans)‏ (31 يناير 1897 بكارديف في المملكة المتحدة - 1 يناير 1939) هو لاعب كرة قدم ويلزي في مركز الوسط.